# Copa Espírito Santo de Futebol de 2023
A Copa Espírito Santo de Futebol de 2023 foi a 20ª edição deste torneio realizado anualmente pela FES desde 2003. A competição foi disputada por 12 equipes e teve como campeão o Serra.
Iniciado em 6 de maio, o torneio se encerraria no dia 19 de agosto. No entanto, sofreu uma paralisação por conta de um pedido judicial do Real Noroeste.

## Regulamento

### Critérios de desempate
Em caso de empate de pontos entre dois clubes, os critérios de desempates devem ser aplicados na seguinte ordem:
1. Maior número de vitórias;
2. Maior saldo de gols;
3. Maior número de gols conquistados;
4. No empate de duas equipes em uma das colocações, o desempate será a favor do que somar o maior número de pontos ganhos no confronto direto;
5. Menor número de cartões vermelhos;
6. Menor número de cartões amarelos;
7. Sorteio.

## Equipes participantes
| Equipe             | Cidade                  | Campanha em 2022 | Estádio                    | Títulos            |
| Capixaba           | Vargem Alta             | Não disputou     | Gil Bernardes              | 0 (não possui)     |
| Grêmio Laranjeiras | Serra                   | 14º lugar        | Robertão                   | 0 (não possui)     |
| Linhares           | Linhares                | Não disputou     | Sernamby                   | 0 (não possui)     |
| Nova Venécia       | Nova Venécia            | 5º lugar         | Arena do Leão              | 1 (2021)           |
| Pinheiros          | Pinheiros               | 7° lugar         | João Soares de Moura Filho | 0 (não possui)     |
| Porto Vitória      | Vitória                 | Não disputou     | Ninho da Águia             | 0 (não possui)     |
| Real Noroeste      | Águia Branca            | 4º lugar         | Rochão                     | 4 (último em 2019) |
| Rio Branco VN      | Venda Nova do Imigrante | Não disputou     | Olímpio Perim              | 0 (não possui)     |
| Rio Branco         | Vitória                 | 2º lugar         | Kleber Andrade             | 1 (2016)           |
| Serra              | Serra                   | 10° lugar        | Roberto Siqueira Costa     | 0 (não possui)     |
| Sport              | Serra                   | 11º lugar        | Kleber Andrade             | 0 (não possui)     |
| São Mateus         | São Mateus              | Não disputou     | Sernamby                   | 0 (não possui)     |

## Primeira fase
|  | v d e |

1 O Real Noroeste foi punido com a perda de 6 pontos pela escalação irregular do atleta Gabriel Vasco. 

### Confrontos
|               | CAP | GEL | LIN | NVE | PIN | PVT | RNO | RVN | RIO | SER | SCC | SMA |
| ------------- | --- | --- | --- | --- | --- | --- | --- | --- | --- | --- | --- | --- |
| Capixaba      | —   |     | 5–2 |     |     |     | 1–0 |     | 1–1 | 1–4 | 2–1 | 2–2 |
| GEL           | 1–3 | —   |     |     | 1–3 |     | 1–0 |     | 1–2 |     | 1–3 |     |
| Linhares      |     | 1–1 | —   | 1–1 | 1–2 | 0–3 |     | 0–3 |     |     |     | 0–1 |
| Nova Venécia  | 5–1 | 3–0 |     | —   | 2–0 | 1–1 |     | 2–0 |     |     |     | 4–1 |
| Pinheiros     | 1–1 |     |     |     | —   |     | 0–1 |     | 0–1 | 2–3 | 1–0 |     |
| Porto Vitória | 1–1 | 6–0 |     |     | 3–0 | —   |     | 4–0 |     |     | 2–0 | 6–0 |
| Real Noroeste |     |     | 1–2 | 1–4 |     | 0–0 | —   |     | 2–3 | 0–2 |     | 8–0 |
| Rio Branco VN | 1–0 | 1–0 |     |     | 2–0 |     | 0–1 | —   |     |     | 4–0 |     |
| Rio Branco    |     |     | 0–1 | 0–2 |     | 0–0 |     | 1–0 | —   | 1–2 |     |     |
| Serra         |     | 3–0 | 4–1 | 2–0 |     | 0–0 |     | 1–2 |     | —   |     |     |
| Sport         |     |     | 1–1 | 0–4 |     |     | 0–0 |     | 1–2 | 1–5 | —   | 2–1 |
| São Mateus    |     | 1–4 |     |     | 0–3 |     |     | 2–2 | 0–4 | 2–2 |     | —   |

Em vermelho, os jogos da próxima rodada.
Em negrito, os jogos clássicos.
     Vitória do mandante
     Vitória do visitante
     Empate

## Fase final
|  | v d e |

Em itálico, as equipes que possuem o mando de campo no primeiro jogo do confronto ou no jogo único. Em negrito, as classificadas.
|  | Quartas-de-final           | Quartas-de-final           | Quartas-de-final           | Quartas-de-final           |   |              | Semifinais        | Semifinais        | Semifinais        | Semifinais        |  |  | Final         | Final        | Final        | Final        |
|  | 23 de julho a 13 de agosto | 23 de julho a 13 de agosto | 23 de julho a 13 de agosto | 23 de julho a 13 de agosto |   |              | 14 a 20 de agosto | 14 a 20 de agosto | 14 a 20 de agosto | 14 a 20 de agosto |  |  | 26 de agosto  | 26 de agosto | 26 de agosto | 26 de agosto |
|  |                            |                            |                            |                            |   |              |                   |                   |                   |                   |  |  |               |              |              |              |
|  | Nova Venécia               | 4                          | 1                          | 5                          |   |              |                   |                   |                   |                   |  |  |               |              |              |              |
|  | Linhares                   | 0                          | 0                          | 0                          |   |              |                   |                   |                   |                   |  |  |               |              |              |              |
|  | Linhares                   | 0                          | 0                          | 0                          |   | Nova Venécia | 0                 | 1                 | 1                 |                   |  |  |               |              |              |              |
|  |                            |                            |                            |                            |   | Nova Venécia | 0                 | 1                 | 1                 |                   |  |  |               |              |              |              |
|  |                            | Rio Branco-ES              | 1                          | 1                          | 2 |              |                   |                   |                   |                   |  |  |               |              |              |              |
|  | Rio Branco-ES              | Rio Branco-ES              | 1                          | 1                          | 2 | 0            | 2                 | 2                 |                   |                   |  |  |               |              |              |              |
|  | Rio Branco-ES              |                            |                            |                            |   | 0            | 2                 | 2                 |                   |                   |  |  |               |              |              |              |
|  | Rio Branco VN              | 0                          | 1                          | 1                          |   |              |                   |                   |                   |                   |  |  |               |              |              |              |
|  |                            |                            |                            |                            |   |              |                   |                   |                   |                   |  |  | Rio Branco-ES | 2            |              |              |
|  |                            |                            | Serra                      | 3                          |   |              |                   |                   |                   |                   |  |  |               |              |              |              |
|  | Serra                      | 2                          | 1                          | 3                          |   |              |                   |                   |                   |                   |  |  |               |              |              |              |
|  | Pinheiros-ES               | 0                          | 0                          | 0                          |   |              |                   |                   |                   |                   |  |  |               |              |              |              |
|  | Pinheiros-ES               | 0                          | 0                          | 0                          |   | Serra        | 5                 | 0                 | 5                 |                   |  |  |               |              |              |              |
|  |                            |                            |                            |                            |   | Serra        | 5                 | 0                 | 5                 |                   |  |  |               |              |              |              |
|  |                            | Porto Vitória              | 1                          | 2                          | 3 |              |                   |                   |                   |                   |  |  |               |              |              |              |
|  | Porto Vitória              | Porto Vitória              | 1                          | 2                          | 3 | 2            | 2                 | 4                 |                   |                   |  |  |               |              |              |              |
|  | Porto Vitória              |                            |                            |                            |   | 2            | 2                 | 4                 |                   |                   |  |  |               |              |              |              |
|  | Capixaba                   | 0                          | 2                          | 2                          |   |              |                   |                   |                   |                   |  |  |               |              |              |              |

## Classificação geral
|  | v d e |

1 O Real Noroeste foi punido com a perda de 6 pontos pela escalação irregular do atleta Gabriel Vasco. 
|  |                                 |
|  | Campeão                         |
|  | Vice-campeão                    |
|  | Eliminados nas semifinais       |
|  | Eliminados nas quartas de final |
|  | Eliminados na 1.ª fase          |

## Premiação
| Copa Espírito Santo de Futebol de 2023 |
| -------------------------------------- |
| Serra Campeão (1.º título)             |